# (1546) Izsák
(1546) Izsák – planetoida z pasa głównego asteroid okrążająca Słońce w ciągu 5 lat i 249 dni w średniej odległości 3,18 au. Została odkryta 28 września 1941 roku w Obserwatorium Svábhegyi w Budapeszcie przez György Kulina. Nazwa planetoidy pochodzi od Imre Gyuli Izsáka (1929-1964), węgierskiego astronoma. Przed nadaniem nazwy planetoida nosiła oznaczenie tymczasowe (1546) 1941 SG1.